# Tāoru
Tāoru är en ort i Indien.   Den ligger i delstaten Haryana, i den norra delen av landet, 50 km sydväst om huvudstaden New Delhi. Tāoru ligger 270 meter över havet och antalet invånare är 19 310.
Terrängen runt Tāoru är huvudsakligen platt, men åt sydost är den kuperad. Runt Tāoru är det tätbefolkat, med 493 invånare per kvadratkilometer. Närmaste större samhälle är Bhiwadi, 8,7 km väster om Tāoru. Trakten runt Tāoru består till största delen av jordbruksmark.